# Goeracea genota
Goeracea genota är en nattsländeart som först beskrevs av Ross 1941.  Goeracea genota ingår i släktet Goeracea och familjen grusrörsnattsländor. Inga underarter finns listade i Catalogue of Life.